# Баш-Шиды
Баш-Шиды (баш. Баш-Шиҙе) — деревня в Нуримановском районе Башкортостана, в России. Административный центр Баш-Шидинского сельсовета.

## Население
| 2002 | 2009 | 2010 |
| ---- | ---- | ---- |
| 272  | ↗283 | ↘228 |

Национальный состав
Согласно переписи 2002 года, преобладающая национальность — башкиры (90 %).

## Географическое положение
Расстояние до:
- районного центра (Красная Горка): 7 км,
- ближайшей ж/д станции (Иглино): 47 км.